# Darren Fletcher
Darren Barr Fletcher (nascut a Dalkeith, Escòcia, l'1 de febrer del 1984), és un exfutbolista escocès que jugava de mig centre. Va jugar molts anys de la seva carrera al Manchester United FC. Fletcher també va jugar per la selecció d'Escòcia des del 2003.